# Robert Johansson (Skispringer)
Robert Høneren Johansson (* 23. März 1990 in Lillehammer) ist ein ehemaliger norwegischer Skispringer. Seine größten sportlichen Erfolge sind die Goldmedaillen mit der norwegischen Mannschaft bei den Olympischen Winterspielen 2018 in Pyeongchang sowie bei der Skiflug-Weltmeisterschaft 2018 in Oberstdorf und der Skiflug-Weltmeisterschaft 2020 in Planica.

## Werdegang
Johansson gab am 2. September 2006 bei einem FIS Cup in Örnsköldsvik sein internationales Debüt und belegte den 19. Platz. Nach insgesamt vier weiteren FIS-Cup-Springen gab er am 1. März 2008 in Whistler sein Debüt im Continental Cup und belegte den 23. Platz. Beim zweiten Springen holte Johansson mit einem zwölften Platz sein bis dato bestes Ergebnis im Continental Cup. Allerdings nahmen bei beiden Springen auch nur jeweils 34 Springer teil. Wenige Tage später ging er in Trondheim ebenfalls im Continental Cup an den Start, wurde aber disqualifiziert.
Im Sommer 2008 verpasste Johansson bei allen Springen, wo er antrat, den 2. Durchgang. Bei den Norwegischen Meisterschaften im Skispringen 2008 holte er mit Eirik Ulimoen, Erik Leine Wangen und Kenneth Gangnes im Team die Bronzemedaille. Im Winter ging er häufiger im Continental Cup an den Start und schaffte es auch mehrmals in den 2. Durchgang. Sein bestes Ergebnis dabei war ein 16. Platz in Trondheim. Bei der Junioren-WM in Štrbské Pleso belegte Johansson im Einzel den 29. Platz und verpasste im Team mit Kenneth Gangnes, Andre Fredheim und Eirik Kjelstrup als vierter nur knapp eine Medaille. Beim Skifliegen in Vikersund ging er erstmals bei einer Weltcup-Qualifikation an den Start, verpasste diese als 45. jedoch deutlich.
In der Saison 2009/10 startete Johansson nur bei wenigen Springen international (fünf Continental Cups, vier FIS Cups) erzielte jedoch keine Erfolge. Bei der Junioren-WM 2010 in Hinterzarten belegte er im Einzel den 29. Platz und im Team den 11. Platz. Bei den Norwegischen Meisterschaften gewann Johansson mit Sigmund Hagehaugen, Kenneth Gangnes und Fredrik Bjerkeengen im Team Bronze. Die Saison 2010/11 verlief für ihn nicht besser als die Saison 2009/10. Im Continental Cup wurde Johansson nur im Sommer in der nationalen Gruppe in Lillehammer und Oslo eingesetzt und konnte bei vier Springen nur einmal in Lillehammer als 21. den 2. Durchgang erreichen. Im Winter startete er nur beim FIS Cup auf der Zaō-Schanze in Yamagata international und belegte die Plätze zehn und 17 bei lediglich 24 Springern. Bei den Norwegischen Meisterschaften im Team holte er im Team mit Sigmund Hagehaugen, Fredrik Bjerkeengen und Kenneth Gangnes Bronze.
Bei der Kadereinteilung für die Saison 2011/12 wurde Johansson trotz dieser zwei schlechteren Jahre in das Continental-Cup-Team berufen. Die Saison begann er mit einem 13. Platz beim Continental Cup in Kranj. Beim Saisonfinale am 11. März 2012 im finnischen Kuopio konnte er sich seinen ersten Continental-Cup-Sieg erspringen. Zwei Wochen später krönte er die Saison mit dem Sieg im Mannschaftswettbewerb bei den norwegischen Meisterschaften in Voss.
Nach einer weiteren Saison (2012/13) im Continental Cup wurde er in der Saison 2013/14 auch erstmals im Weltcup eingesetzt. Er debütierte am 29. November 2013 in Kuusamo, belegte den 13. Rang und holte damit auf Anhieb seine ersten Weltcuppunkte. Bei weiteren Starts im Weltcup konnte er noch zweimal in Sapporo in die Punkteränge springen und landete am Saisonende mit 43 Punkten auf Platz 61 im Gesamtweltcup. Bis zum Februar 2014 gehörte er zunächst fest zur Weltcup-Mannschaft, ehe er danach wieder im COC an den Start ging. In der Saison 2014/15 ging er wieder häufiger im Continental Cup an den Start und kam nur auf vier Weltcup-Starts, bei denen er mit Platz 26 einmal Punkte holte. In der Saison 2015/16 sprang er nur beim Skifliegen in Vikersund im Weltcup und erreichte dabei bei zwei von drei Starts die Punkteränge.
Am 16. Juli 2016 debütierte Johansson in Courchevel im Grand Prix, der höchsten Wettkampfserie im Sommer. Sowohl bei seinem Debüt als 23. als auch in Wisła als 30. holte er Grand-Prix-Punkte. Ab der Weltcup-Station in Klingenthal Anfang Dezember 2016 gehörte Johansson wieder fest zur norwegischen Weltcup-Mannschaft. Er wurde am 3. Dezember in Klingenthal erstmals bei einem Mannschaftswettbewerb im Weltcup eingesetzt und belegte dabei den vierten Rang. Im Laufe der Saison 2016/17 etablierte er sich im Weltcup. Beim Springen am 4. Januar 2017 in Innsbruck im Rahmen der Vierschanzentournee 2016/17 sprang er zum ersten Mal auf das Podium. Bei dem nach dem ersten Durchgang abgebrochenen Wettkampf wurde er Zweiter hinter seinem Landsmann Daniel-André Tande. Im Februar 2017 nahm er in Lahti zum ersten Mal an den Nordischen Skiweltmeisterschaften teil. Er kam nur beim Einzelwettbewerb auf der Normalschanze zum Einsatz, bei dem er den 16. Rang belegte. Am 18. März 2017 stellte er beim Teamspringen in Vikersund im Rahmen der Raw Air 2017 mit 252,0 Metern kurzzeitig einen neuen Skiflugweltrekord auf, der noch im selben Wettbewerb von Stefan Kraft um 1,5 Meter übertroffen wurde. Das Teamspringen wurde von den Norwegern gewonnen und Johansson erzielte damit seinen ersten Weltcupsieg.
Bei der Skiflug-Weltmeisterschaft 2018 in Oberstdorf belegte er im Einzel den neunten Rang. Im Mannschaftswettbewerb konnte er zusammen mit Andreas Stjernen, Johann André Forfang und Daniel-André Tande die Goldmedaille gewinnen. Bei den Olympischen Winterspielen 2018 im südkoreanischen Pyeongchang belegte er sowohl im Einzelwettbewerb auf der Normalschanze als auch auf der Großschanze den dritten Rang und holte damit jeweils die Bronzemedaille. Im Mannschaftswettbewerb auf der Großschanze holte er zusammen mit Daniel-André Tande, Andreas Stjernen und Johann André Forfang die Goldmedaille vor den Teams aus Deutschland und Polen. Mit drei Medaillen in drei Wettbewerben gehörte er zu den erfolgreichsten Skispringern der Winterspiele, zusammen mit Andreas Wellinger hält er außerdem den olympischen Weitenrekord von 113,5 Metern auf der Normalschanze. Exakt ein Jahr nach seinem Weltrekordflug bzw. seinem ersten Weltcupsieg mit der Mannschaft gelang ihm am 18. März 2018 an gleicher Stelle, in Vikersund, im Rahmen der Raw Air 2018 sein erster Weltcupsieg in einem Einzelwettbewerb. In der Raw-Air-Gesamtwertung belegte er den zweiten Platz hinter Kamil Stoch. Am Ende der Saison 2017/18 belegte er mit 840 Punkten den fünften Rang im Gesamtweltcup und erreichte damit seine erste Top-Ten-Platzierung in der Gesamtwertung.
Bei den Skiweltmeisterschaften 2019 im österreichischen Seefeld in Tirol gewann er im abschließenden Mixed-Mannschaftswettbewerb gemeinsam mit Anna Odine Strøm, Maren Lundby und Andreas Stjernen die Bronzemedaille. Zuvor hatte er in den Einzelwettbewerben Platz acht von der Groß- und Platz 16 von der Normalschanze erreicht und war mit der norwegischen Mannschaft Fünfter im Mannschaftswettbewerb der Herren geworden. Zum Auftakt der Raw Air 2019 gewann er sowohl den Prolog als auch das Teamspringen vom Holmenkollbakken, gemeinsam mit Johann André Forfang, Robin Pedersen und Marius Lindvik. Einen Tag später gewann er vor Stefan Kraft und Peter Prevc das Einzelspringen und sicherte sich so seinen zweiten Weltcupsieg. Die Saison 2018/19 schloss er mit 974 Punkten auf Platz sechs ab. Im nachfolgenden Weltcup konnte der Norweger erstmals seit drei Jahren keinen Podestplatz in einem Einzelspringen erzielen und wurde in der Gesamtwertung 17. Im Sommer 2020 nahm Johansson nicht am Grand Prix teil, sondern bereitete sich rein im nationalen Rahmen auf die Wintersportsaison 2020/21 vor. In der Weltcup-Saison 2020/21 stand er in Einzelspringen insgesamt fünfmal auf dem Podest. In Lahti gewann er und erreichte seinen dritten Weltcupsieg. Bei den Nordischen Skiweltmeisterschaften 2021 in Oberstdorf wurde er auf der Normalschanze Sechster im Einzel und zusammen mit Silje Opseth, Maren Lundby und Halvor Egner Granerud Zweiter im Mixed-Teamwettbewerb. Auf der Großschanze gewann er als Zweiter die Silbermedaille und damit seine erste Einzelmedaille bei einer Weltmeisterschaft.
Bei den Olympischen Winterspielen 2022 in Peking wurde er im norwegischen Herrenteam Vierter von der Großschanze und mit dem Mixed-Team Achter von der Normalschanze. In den Einzelwettbewerben wurde er 20. auf der Normal- und 32. auf der Großschanze.
Im Mai 2023 wurde bekannt, dass Johansson keine Nominierung für den norwegischen Kader der Saison 2023/24 erhielt.
Dennoch kam er für Daniel-André Tande ins Team bei den Europaspielen 2023 und gewann im Mixed-Teamwettbewerb gemeinsam mit Anna Odine Strøm, Eirin Maria Kvandal und Marius Lindvik die Silbermedaille.
Am 13. März 2025 wurde bekannt, dass Johansson nach dem Skandal der Norweger bei den Nordischen Skiweltmeisterschaften 2025 in Trondheim bis zum Abschluss der Untersuchungen von der FIS suspendiert wurde. Im Mai 2025 erklärte er seinen Rücktritt.

## Trivia
Aufgrund seines charakteristischen Zwirbelbarts, der vor allem bei den Olympischen Spielen 2018 für hohes Medieninteresse sorgte, bekam Johansson den Spitznamen „Flying Moustache“ (auf Deutsch: Fliegender Schnurrbart).

## Erfolge

### Weltcupsiege im Einzel
| Nr. | Datum           | Ort       | Typ         |
| --- | --------------- | --------- | ----------- |
| 01. | 18. März 2018   | Vikersund | Flugschanze |
| 02. | 10. März 2019   | Oslo      | Großschanze |
| 03. | 24. Januar 2021 | Lathi     | Großschanze |

### Weltcupsiege im Team
| Nr. | Datum             | Ort              | Typ         |
| --- | ----------------- | ---------------- | ----------- |
| 01. | 18. März 2017     | Vikersund        | Flugschanze |
| 02. | 25. März 2017     | Planica          | Flugschanze |
| 03. | 18. November 2017 | Wisła            | Großschanze |
| 04. | 25. November 2017 | Kuusamo          | Großschanze |
| 05. | 9. Dezember 2017  | Titisee-Neustadt | Großschanze |
| 06. | 10. März 2018     | Oslo             | Großschanze |
| 07. | 17. März 2018     | Vikersund        | Flugschanze |
| 08. | 24. März 2018     | Planica          | Flugschanze |
| 09. | 9. März 2019      | Oslo             | Großschanze |
| 10. | 7. März 2020      | Oslo             | Großschanze |
| 11. | 23. Januar 2021   | Lathi            | Großschanze |

### Continental-Cup-Siege im Einzel
| Nr. | Datum              | Ort           | Typ           |
| --- | ------------------ | ------------- | ------------- |
| 01. | 11. März 2012      | Kuopio        | Großschanze   |
| 02. | 9. September 2023  | Oslo          | Normalschanze |
| 03. | 10. September 2023 | Oslo          | Normalschanze |
| 04. | 26. Januar 2025    | Sapporo       | Großschanze   |
| 05. | 21. Februar 2025   | Iron Mountain | Großschanze   |
| 06. | 22. Februar 2025   | Iron Mountain | Großschanze   |

## Statistik

### Weltcup-Platzierungen
| Saison  | Platz | Punkte |
| ------- | ----- | ------ |
| 2013/14 | 061.  | 043    |
| 2014/15 | 075.  | 005    |
| 2015/16 | 058.  | 019    |
| 2016/17 | 014.  | 424    |
| 2017/18 | 005.  | 840    |
| 2018/19 | 006.  | 974    |
| 2019/20 | 017.  | 503    |
| 2020/21 | 005.  | 884    |
| 2021/22 | 012.  | 531    |
| 2022/23 | 021.  | 387    |
| 2023/24 | 029.  | 195    |
| 2024/25 | 048.  | 032    |

### Grand-Prix-Platzierungen
| Saison | Platz | Punkte |
| ------ | ----- | ------ |
| 2016   | 069.  | 009    |
| 2017   | 014.  | 152    |
| 2018   | 030.  | 064    |
| 2019   | 011.  | 162    |
| 2021   | 012.  | 154    |
| 2022   | 037.  | 040    |
| 2023   | 014.  | 127    |
| 2024   | 074.  | 008    |

### Continental-Cup-Platzierungen
| Saison  | Platz | Punkte |
| ------- | ----- | ------ |
| 2007/08 | 101.  | 030    |
| 2008/09 | 091.  | 051    |
| 2009/10 | 138.  | 003    |
| 2011/12 | 008.  | 559    |
| 2012/13 | 064.  | 142    |
| 2013/14 | 030.  | 265    |
| 2014/15 | 025.  | 435    |
| 2015/16 | 060.  | 165    |
| 2016/17 | 046.  | 222    |

### Weltrekord
| #   | Schanze                 | Ort       | Land     | Weite   | aufgestellt am | Rekord bis    |
| --- | ----------------------- | --------- | -------- | ------- | -------------- | ------------- |
| 108 | Vikersundbakken (HS225) | Vikersund | Norwegen | 252,0 m | 18. März 2017  | 18. März 2017 |

### Schanzenrekorde
| Schanze                          | Ort           | Land      | Weite   | aufgestellt am   | Rekord bis    |
| -------------------------------- | ------------- | --------- | ------- | ---------------- | ------------- |
| Letalnica bratov Gorišek (HS225) | Planica       | Slowenien | 250,0 m | 25. März 2017    | 25. März 2017 |
| Alpensia (HS109)                 | Pyeongchang   | Südkorea  | 113,5 m | 10. Februar 2018 | aktuell       |
| Holmenkollbakken (HS134)         | Oslo          | Norwegen  | 144,0 m | 9. März 2019     | aktuell       |
| Tramplin Stork (HS134)           | Nischni Tagil | Russland  | 142,5 m | 5. Dezember 2020 | aktuell       |